# Moulin-Neuf, Dordogne
Moulin-Neuf là một xã của Pháp, nằm ở tỉnh Dordogne trong vùng Aquitaine của Pháp.

## Hành chính
| Danh sách các xã trưởng                |             |                  |                  |         |
| Giai đoạn                              | Giai đoạn   | Tên              | Đảng             | Tư cách |
| 1977                                   | đương nhiệm | Léopold Lachaize | không chính thức | hưu trí |
| Tất cả các dữ liệu trước đây không rõ. |             |                  |                  |         |

## Thông tin nhân khẩu
| Năm | 1962 | 1968 | 1975 | 1982 | 1990 | 1999 |
| --- | ---- | ---- | ---- | ---- | ---- | ---- |
| Dân số | 574  | 517  | 507  | 569  | 664  | 703  |
| From the year 1962 on: No double counting—residents of multiple communes (e.g. students and military personnel) are counted only once. |      |      |      |      |      |      |